# Sommer-Paralympics 1972/Tischtennis
Bei den Sommer-Paralympics 1972 in Heidelberg wurden in insgesamt 19 Wettbewerben im Tischtennis Medaillen vergeben. Wie auch zuvor bei den Spielen in Tel Aviv 1968 wurden Einzel- und Doppelwettbewerbe ausgetragen. Zum ersten Mal fanden bei den Paralympics zusätzlich Mannschaftswettbewerbe statt.

## Klassen
Im Einzel wurde bei den Frauen und Männern in den Klassen 1A, 1B, 2, 3 und 4 gespielt, im Mannschaftswettbewerb jeweils in den Klassen 2, 3 und 4. Bei den Frauen wurde im Doppel ein Wettbewerb ausgetragen. Dafür wurden die Klassen 1A und 1B zusammengefasst. Die Männer spielten im Doppel in den Klassen 1A und 1B.

## Medaillengewinner Frauen

### Einzel
Klasse 1A
| Platz | Land        | Spieler               |
| ----- | ----------- | --------------------- |
| 1     | Niederlande | Aria de Vries-Noordam |
| 2     | Schweiz     | Ursula Schatz         |
| 3     | Kanada      | Demerakas             |
| 3     | Israel      | Angel                 |

Klasse 1B
| Platz | Land                   | Spieler        |
| ----- | ---------------------- | -------------- |
| 1     | Italien                | Rosa Sicari    |
| 2     | Vereinigtes Königreich | Jane Blackburn |
| 3     | Norwegen               | Tora Lysoe     |
| 3     | Frankreich             | Tournier       |

Klasse 2
| Platz | Land                   | Spieler        |
| ----- | ---------------------- | -------------- |
| 1     | Österreich             | Rosa Schweizer |
| 2     | Österreich             | Ilse Scharf    |
| 3     | Frankreich             | M. Ramousse    |
| 3     | Vereinigtes Königreich | G. Matthews    |

Klasse 3
| Platz | Land                   | Spieler         |
| ----- | ---------------------- | --------------- |
| 1     | Österreich             | Voboril, Ingrid |
| 2     | Vereinigtes Königreich | J. Swann        |
| 3     | Israel                 | M. Escapa       |
| 3     | Vereinigtes Königreich | Gwen Buck       |

Klasse 4
| Platz | Land                   | Spieler      |
| ----- | ---------------------- | ------------ |
| 1     | Vereinigtes Königreich | Carol Bryant |
| 2     | Belgien                | L. Verbrauwe |
| 3     | Niederlande            | I. Schmidt   |
| 3     | Vereinigtes Königreich | O’Brien      |

### Doppel
Klasse 1A – 1B
| Platz | Land                   | Spieler                       |
| ----- | ---------------------- | ----------------------------- |
| 1     | Vereinigtes Königreich | Jane Blackburn Anderson       |
| 2     | Norwegen               | Tora Lysoe A. Klausen         |
| 3     | Schweiz                | Ursula Schatz Gilberte Brasey |
| 3     | Kanada                 | S. Long Demerakas             |

### Mannschaft
Klasse 2
| Platz | Land                   | Spieler |
| ----- | ---------------------- | ------- |
| 1     | Österreich             | N. N.   |
| 2     | Irland                 | N. N.   |
| 3     | Vereinigte Staaten     | N. N.   |
| 3     | Vereinigtes Königreich | N. N.   |

Klasse 3
| Platz | Land                   | Spieler |
| ----- | ---------------------- | ------- |
| 1     | Österreich             | N. N.   |
| 2     | Vereinigtes Königreich | N. N.   |
| 3     | Kanada                 | N. N.   |
| 3     | Vereinigte Staaten     | N. N.   |

Klasse 4
| Platz | Land        | Spieler |
| ----- | ----------- | ------- |
| 1     | Niederlande | N. N.   |
| 2     | Schweden    | N. N.   |
| 3     | Österreich  | N. N.   |

## Medaillengewinner Männer

### Einzel
Klasse 1A
| Platz | Land     | Spieler          |
| ----- | -------- | ---------------- |
| 1     | Schweiz  | Hans Rosenast    |
| 2     | Schweden | Nilsson          |
| 3     | Schweiz  | Rolf Zumkehr     |
| 3     | Schweiz  | Rainer Kueschall |

Klasse 1B
| Platz | Land                   | Spieler         |
| ----- | ---------------------- | --------------- |
| 1     | Südkorea               | Song Sin Nam    |
| 2     | Frankreich             | Daniel Jeannin  |
| 3     | Vereinigtes Königreich | S. Bradshaw     |
| 3     | Niederlande            | P. Suijkerbuijk |

Klasse 2
| Platz | Land     | Spieler          |
| ----- | -------- | ---------------- |
| 1     | Südkorea | Choi Tae Am      |
| 2     | Hongkong | Lesli Lam        |
| 3     | Italien  | Giuseppe Trieste |
| 3     | Norwegen | Henry Dahlgren   |

Klasse 3
| Platz | Land                   | Spieler        |
| ----- | ---------------------- | -------------- |
| 1     | BR Deutschland         | Fritz Krimmel  |
| 2     | BR Deutschland         | Heinz Simon    |
| 3     | Frankreich             | Andre Hennaert |
| 3     | Vereinigtes Königreich | G. Monoghan    |

Klasse 4
| Platz | Land                   | Spieler         |
| ----- | ---------------------- | --------------- |
| 1     | Israel                 | Baruch Hagai    |
| 2     | Vereinigte Staaten     | Michael Dempsey |
| 3     | Frankreich             | Triche          |
| 3     | Vereinigtes Königreich | P. Lyall        |

### Doppel
Klasse 1A
| Platz | Land               | Spieler                        |
| ----- | ------------------ | ------------------------------ |
| 1     | Schweiz            | Hans Rosenast Rainer Kueschall |
| 2     | BR Deutschland     | Sackerer Konkel                |
| 3     | BR Deutschland     | Hans Lubbering Edund Weber     |
| 3     | Vereinigte Staaten | Nichol Rod Vleiger             |

Klasse 1B
| Platz | Land                   | Spieler                  |
| ----- | ---------------------- | ------------------------ |
| 1     | BR Deutschland         | B. Boerstler G. Laner    |
| 2     | BR Deutschland         | Wolfgang Koch Steiner    |
| 3     | Vereinigtes Königreich | S. Bradshaw T. Taylor    |
| 3     | Niederlande            | P. Suijkerbuijk Pimmelar |

### Mannschaft
Klasse 2
| Platz | Land                   | Spieler |
| ----- | ---------------------- | ------- |
| 1     | BR Deutschland         | N. N.   |
| 2     | Vereinigtes Königreich | N. N.   |
| 3     | Schweden               | N. N.   |
| 3     | Hongkong               | N. N.   |

Klasse 3
| Platz | Land           | Spieler                          |
| ----- | -------------- | -------------------------------- |
| 1     | BR Deutschland | Hartmut Klein N. N.              |
| 2     | Italien        | Giovanni Ferraris Oliver Venturi |
| 3     | Schweden       | N. N.                            |
| 3     | Österreich     | N. N.                            |

Klasse 4
| Platz | Land                   | Spieler |
| ----- | ---------------------- | ------- |
| 1     | Südkorea               | N. N.   |
| 2     | Schweden               | N. N.   |
| 3     | Vereinigte Staaten     | N. N.   |
| 3     | Vereinigtes Königreich | N. N.   |

## Medaillenspiegel Tischtennis
| Medaillenspiegel Tischtennis | Medaillenspiegel Tischtennis | Medaillenspiegel Tischtennis | Medaillenspiegel Tischtennis | Medaillenspiegel Tischtennis | Medaillenspiegel Tischtennis |
| Platz                        | Land                         | G                            | S                            | B                            | Gesamt                       |
| ---------------------------- | ---------------------------- | ---------------------------- | ---------------------------- | ---------------------------- | ---------------------------- |
| 1                            | BR Deutschland               | 4                            | 3                            | 1                            | 8                            |
| 2                            | Österreich                   | 4                            | 1                            | 2                            | 7                            |
| 3                            | Südkorea                     | 3                            | −                            | −                            | 3                            |
| 4                            | Vereinigtes Königreich       | 2                            | 4                            | 8                            | 14                           |
| 5                            | Schweiz                      | 2                            | 1                            | 3                            | 6                            |
| 6                            | Niederlande                  | 2                            | −                            | 3                            | 5                            |
| 7                            | Italien                      | 1                            | 1                            | 1                            | 3                            |
| 8                            | Israel                       | 1                            | −                            | 2                            | 3                            |
| 9                            | Schweden                     | −                            | 2                            | 2                            | 4                            |
| 10                           | Frankreich                   | −                            | 1                            | 4                            | 5                            |
| 10                           | Vereinigte Staaten           | −                            | 1                            | 4                            | 5                            |
| 12                           | Norwegen                     | −                            | 1                            | 2                            | 3                            |
| 13                           | Hongkong                     | −                            | 1                            | 1                            | 1                            |
| 14                           | Belgien                      | −                            | 1                            | −                            | 1                            |
| 14                           | Irland                       | −                            | 1                            | −                            | 1                            |
| 16                           | Kanada                       | −                            | −                            | 3                            | 3                            |